# Emil Rittershaus
Friedrich Emil Rittershaus, född den 3 april 1834 i Barmen, död där den 8 mars 1897, var en tysk poet. Han var far till Adeline Rittershaus-Bjarnason.
Rittershaus var bosatt i sin hemstad och verksam som försäkringsagent. Han utgav omtyckta diktsamlingar, Gedichte (1856; 7:e upplagan 1883; 10:e upplagan 1906), Neue Gedichte (1872; 5:e upplagan 1886; 6:e upplagan 1899), Am Rhein und beim Wein (1884; 2:a upplagan 1885; 4:e upplagan 1900), Aus den Sommertagen (1886; 3:e upplagan 1888; 4:e upplagan 1889) med mera.